# Associazione Calcio Perugia 1934-1935
Questa voce raccoglie le informazioni riguardanti l'Associazione Calcio Perugia nelle competizioni ufficiali della stagione 1934-1935.

## Stagione
Dopo l'ottima stagione d'esordio in cadetteria, in cui i grifoni avevano sfiorato l'approdo in massima serie, l'annata 1934-1935 si rivelò invece fallimentare per i perugini, rappresentando a posteriori la brusca chiusura del positivo ciclo biancorosso dei primi anni 30.
Le precedenti stagioni, infatti, erano state sì fruttuose dal punto di vista sportivo ma inversamente molto pesanti sul versante finanziario: le spese per la gestione di una squadra all'altezza delle categorie maggiori si erano fatte di anno in anno sempre più ingenti per la società umbra che, per far fronte alle ormai insormontabili difficoltà economiche, nell'estate 1934 fu in pratica costretta a smantellare la rosa che era arrivata a un passo dalla Serie A.
Le cessioni dei suoi migliori giocatori a club più blasonati – squadre di massima serie come Juventus e Livorno, nonché dirette concorrenti per la promozione come Bari e Modena – servirono soprattutto a saldare parte dei debiti accumulati nelle annate passate, ma non a costruire una compagine all'altezza della categoria. In pochi mesi il tasso tecnico del Perugia crollò e i biancorossi non riuscirono a raggiungere quello che era diventato l'unico obiettivo possibile, la salvezza, chiudendo al penultimo posto il girone B della Serie B – unicamente davanti al Grion Pola, questo ultimo peraltro ritiratosi a metà torneo – e retrocedendo nel campionato nazionale di Serie C assieme a Catanzarese, Vicenza, Venezia e Cremonese.
A fine stagione, ancora a causa del summenzionato dissesto finanziario, il club rinunciò all'iscrizione alla C. Successivamente riabilitato dalla FIGC, il Perugia, stante lo scioglimento della prima squadra, proseguì la propria storia dal quarto livello regionale grazie alla seconda squadra militante nel torneo laziale di Prima Divisione.

## Divise
| Casa | Trasferta |

## Rosa
| N. |                   | Ruolo | Calciatore         |
| -- | ----------------- | ----- | ------------------ |
|    | Italia (bandiera) | A     | Francesco Baldoni  |
|    | Italia (bandiera) | C     | Giuseppe Ferranti  |
|    | Italia (bandiera) | A     | Alfio Gagliardi    |
|    | Italia (bandiera) | C     | Ellero Ghetti      |
|    | Italia (bandiera) | A     | Riccardo Isada     |
|    | Italia (bandiera) | D     | Massa              |
|    | Italia (bandiera) | A     | Orfeo Pagliari     |
|    | Italia (bandiera) | D     | Guglielmo Panzetti |
|    | Italia (bandiera) | A     | Piero Pastore      |

| N. |                   | Ruolo | Calciatore          |
| -- | ----------------- | ----- | ------------------- |
|    | Italia (bandiera) | C     | Pazzaglia           |
|    | Italia (bandiera) | D     | Alberto Pignattelli |
|    | Italia (bandiera) | A     | Giuseppe Riccetti   |
|    | Italia (bandiera) | A     | Francesco Rivolta   |
|    | Italia (bandiera) | D     | Orazio Sola         |
|    | Italia (bandiera) | P     | Antonio Tricarico   |
|    | Italia (bandiera) | C     | Giacinto Wenter     |
|    | Italia (bandiera) | D     | Alberto Zannoni     |

## Risultati

### Serie B

#### Girone di andata
| Vicenza 30 settembre 1934 1ª giornata | Vicenza | 2 – 1 | Perugia |  |

| L'Aquila 7 ottobre 1934 2ª giornata | Aquila | 5 – 1 | Perugia |  |

| Arbitro: | Bonifazi (Roma) |

|                      |           |              |
| Gagliardi 90’ (rig.) | Marcatori | 37’ Costanzo |

| Perugia 21 ottobre 1934 4ª giornata | Perugia | 2 – 0 | Venezia | Campo di Piazza d'armi |

| Verona 4 novembre 1934 5ª giornata | Verona | 2 – 1 | Perugia |  |

| Perugia 18 novembre 1934 6ª giornata | Perugia | 0 – 2 | Pistoiese | Campo di Piazza d'armi |

| Modena 25 novembre 1934 7ª giornata | Modena | 1 – 0 | Perugia |  |

| Perugia 2 dicembre 1934 8ª giornata | Perugia | 0 – 1 | SPAL | Campo di Piazza d'armi |

| Bergamo 16 dicembre 1934 9ª giornata | Atalanta | 2 – 1 | Perugia |  |

| Arbitro: | Bennati (Taranto) |

|                             |           |  |
| Pagliari 40’ Isada 55’, 80’ | Marcatori |  |

| Bari 6 gennaio 1935 11ª giornata                                 | Bari      | 2 – 0 referto | Perugia |  |
| \| \| \| \| \| Banchero 4’ Marchionneschi 77’ \| Marcatori \| \| |           |               |         |  |
|                                                                  |           |               |         |  |
| Banchero 4’ Marchionneschi 77’                                   | Marcatori |               |         |  |

| Arbitro: | Scorzoni (Bologna) |

|            |           |  |
| Pignatelli | Marcatori |  |

| Como 20 gennaio 1935 13ª giornata | Comense | 1 – 0 | Perugia |  |

| Padova 27 gennaio 1935 14ª giornata | Padova | 3 – 1 | Perugia |  |

| Arbitro: | Gamba (Torino) |

|  |           |                          |
|  | Marcatori | 31’ Sudati 44’ Montanari |

#### Girone di ritorno
| Perugia 10 febbraio 1935 16ª giornata | Perugia | 1 – 0 | Vicenza | Campo di Piazza d'armi |

| Perugia 24 febbraio 1935 17ª giornata | Perugia | 1 – 1 | Aquila | Campo di Piazza d'armi |

| Cremona 3 marzo 1935 18ª giornata | Cremonese | 4 – 0 | Perugia |  |

| Arbitro: | Saracini (Ancona) |

|                      |           |  |
| Gorini 63’ Rallo 81’ | Marcatori |  |

| Arbitro: | Bartolini (Pisa) |

|           |           |             |
| Isada 28’ | Marcatori | 26’ Patuzzi |

| Arbitro: | Mazza (Genova) |

|                        |           |  |
| Turchi 16’ Cavazza 62’ | Marcatori |  |

| Arbitro: | Levrero (Genova) |

|                                        |           |                          |
| Pazzaglia 12’, 64’ Gagliardi Isada 43’ | Marcatori | 10’, 81’ Meucci Pellarin |

| Ferrara 14 aprile 1935 23ª giornata | SPAL | 3 – 1 | Perugia |  |

| Arbitro: | Pecchiura (Torino) |

|                            |           |                |
| Ferranti 18’ Gagliardi 89’ | Marcatori | 33’ Gianesello |

| Pola 28 aprile 1935 25ª giornata | Grion Pola | – n.d. | Perugia |  |

| Perugia 5 maggio 1935 26ª giornata | Perugia | 0 – 0 | Bari | Campo di Piazza d'armi |

| Catanzaro 12 maggio 1935 27ª giornata | Catanzarese | 2 – 1 | Perugia |  |

| Arbitro: | Mazza (Torre del Greco) |

|           |           |  |
| Isada 60’ | Marcatori |  |

| Perugia 26 maggio 1935 29ª giornata | Perugia | 3 – 3 | Padova | Campo di Piazza d'armi |

| Foggia 2 giugno 1935 30ª giornata | Foggia | 3 – 1 | Perugia |  |